# Zealandoberis lacuans
Zealandoberis lacuans är en tvåvingeart som först beskrevs av Miller 1917.  Zealandoberis lacuans ingår i släktet Zealandoberis och familjen vapenflugor. Inga underarter finns listade i Catalogue of Life.